# Végtelen dal
A Végtelen dal album a Wellington zenekar 1997-ben megjelent harmadik, egyben utolsó nagylemeze. A stúdiózás kezdete előtt a ritmusszekciótól megvált Paksi Endre, így Fábián Zoltán gitáros és Nagy György billentyűs mellett session-zenészek játszották fel az album dalait. Az első két albumhoz képest egy jóval rockosabb anyag született, a heavy metalt teljesen elhagyták. A lemez felvétele után Fábián és Nagy is távozott a zenekarból. Paksi a Seneca együttes tagjaiból verbuvált új felállást, akikkel a lemezbemutató koncerteket teljesítették.

## Az album dalai
Minden dal zenéjét a Wellington szerezte, minden dalszöveget Paksi Endre írt.
1. Minden nap – 3:59
2. Várnak rám – 4:22
3. A látszat csal – 3:23
4. Egy a szív – 3:23
5. Végtelen dal – 4:12
6. Mondd, hogy visszahívsz – 4:28
7. Mindez mennyit ér – 4:07
8. Tudok neked egy jó helyet – 4:04
9. Komputer asszony – 3:29
10. Reggel – 4:34
11. Ünnepel a föld és az ég – 4:09
12. Utolsó vendég – 3:43

## Közreműködők
Wellington
- Paksi Endre – ének, vokál
- Fábián Zoltán – gitár, akusztikus gitár
- Nagy György – billentyűsök

Produkció
- Zenei rendező: Paksi Endre, Küronya Miklós
- Hangmérnök: Küronya Miklós
- Zenekari fotó: Rónay Gergely
- Design & Layout: Császma József (Dió Stúdió)